# Derek Bell (Rennfahrer)
Derek Reginald Bell, MBE (* 31. Oktober 1941 in Pinner, Middlesex, England), ist ein ehemaliger britischer Automobilrennfahrer.

## Karriere

### Monoposto
Derek Bell begann seine Karriere 1964 auf einem Lotus Seven, mit dem er Clubrennen in Großbritannien bestritt. Ein Jahr später wechselte er in die britische Formel-3-Meisterschaft und wurde Teamkollege von Peter Westbury bei Church Farm Racing. Besitzer des Rennstalls war Bernard Hendler, Bells Stiefvater.

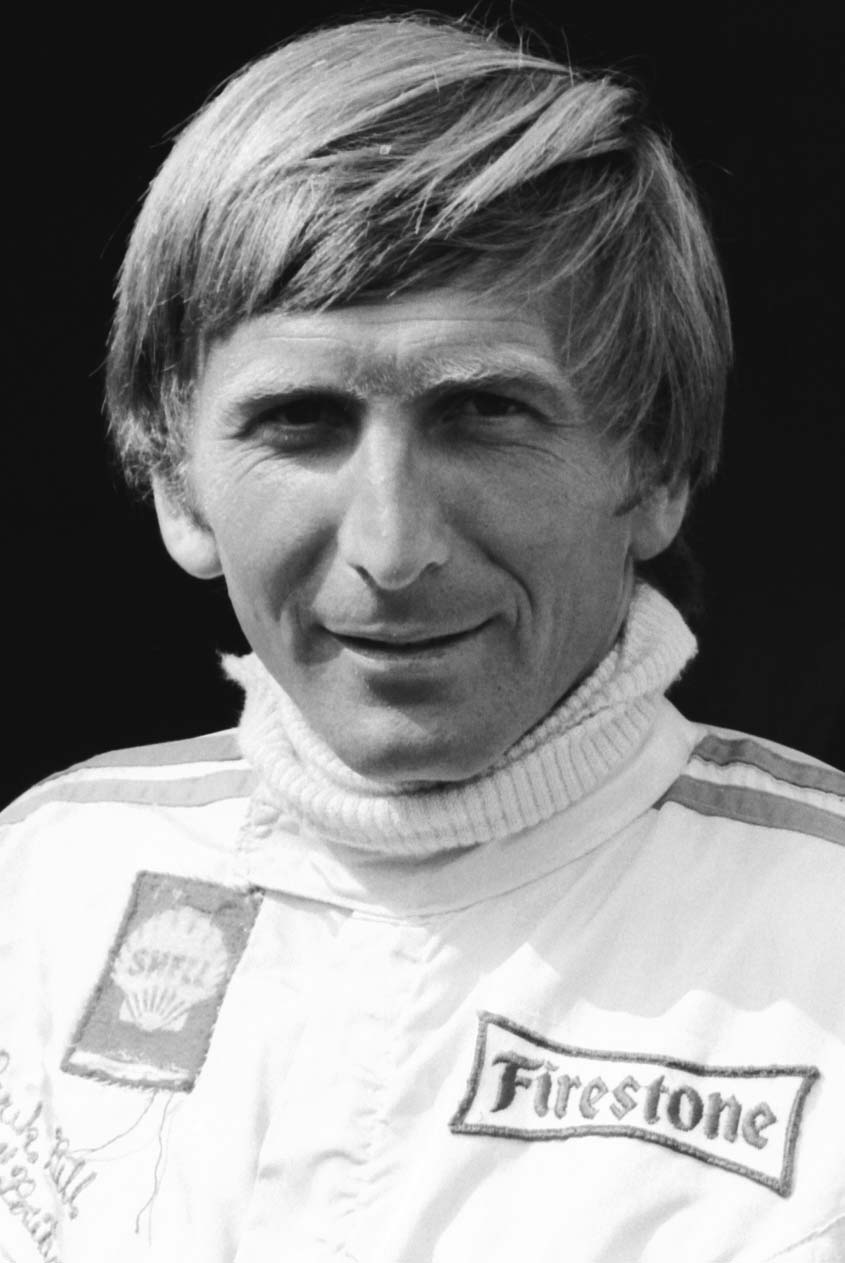
Derek Bell 1970

Mit Hendlers finanzieller Hilfe stieg Bell 1968 in die Formel-2-Europameisterschaft ein. Mit einem Brabham BT23 zeigte er so starke Leistungen, dass die Teamführung von Ferrari auf ihn aufmerksam wurde. Bell bekam einen Werksvertrag angeboten, der ihn in die Formel 1 führte. Mit dem Ferrari Dino 166 F2 wurde er 1968 Vierter und 1969 Fünfter in der Europameisterschaft. Ende 1968 gab er sein Debüt in der Formel-1-Weltmeisterschaft. Beim Großen Preis von Italien in Monza, dem Heimrennen der Scuderia, ging Bell mit dem Ferrari 312F1 an den Start, musste das Rennen nach Problemen mit der Benzinpumpe aber vorzeitig beenden. Auch in den USA kam er nicht ins Ziel.

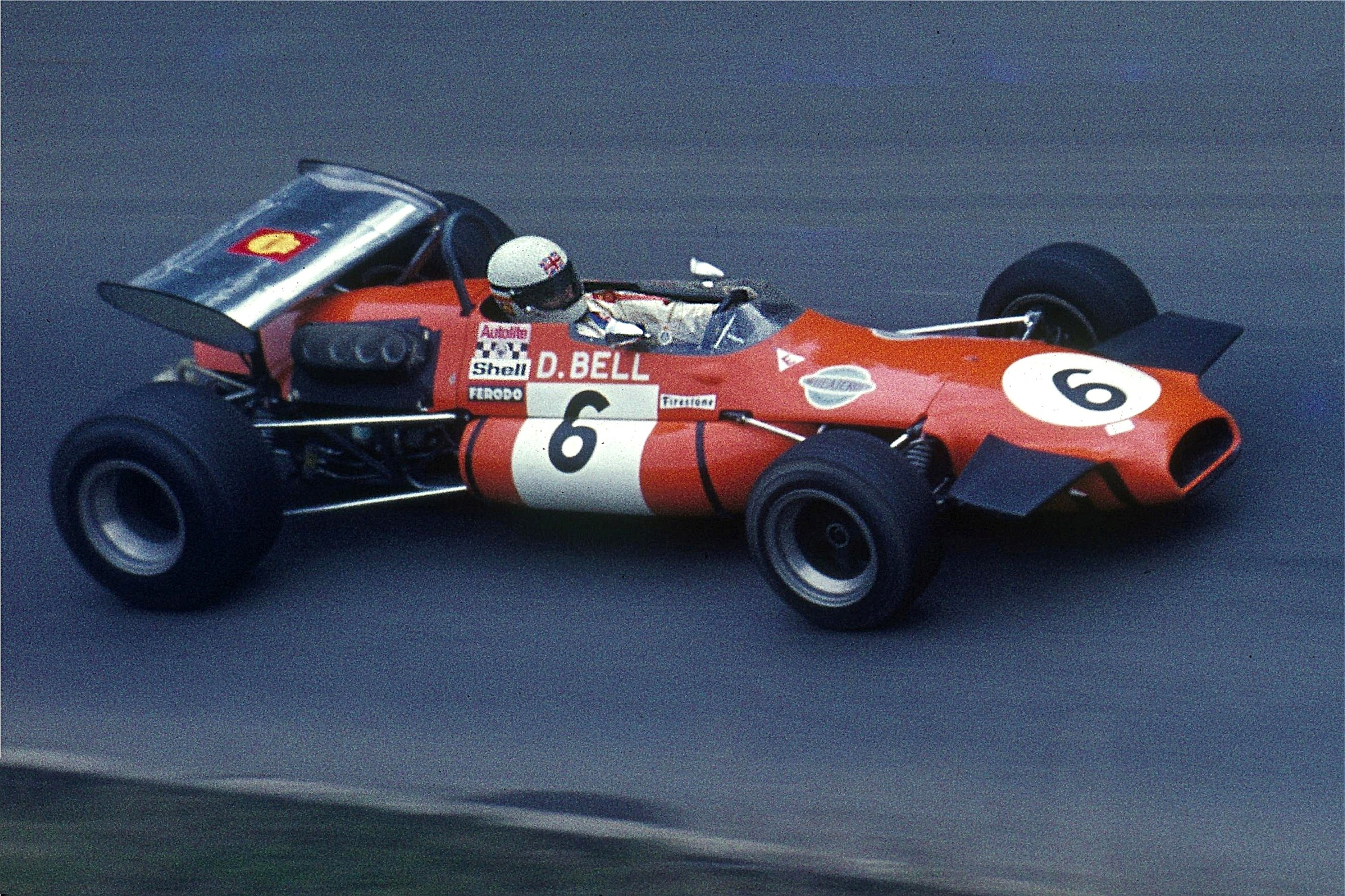
Derek Bell 1970 im Brabham BT30 Formel 2 auf dem Nürburgring

Nach dem Rückzug der Scuderia aus der Formel 2 verlor Bell seinen Werksvertrag. Es folgten einige Jahre, in denen er vergeblich versuchte, in der Formel 1 langfristig Fuß zu fassen. 1970 wurde er Vizemeister in der Formel-2-Europameisterschaft und holte sich mit dem sechsten Rang in den Watkins Glen den einzigen Punkt in der Fahrerweltmeisterschaft. Der Einsatz für das Surtees-Team war typisch für die Engagements von Bell in der Formel 1. Er kam immer nur als Ersatzfahrer, der schnell verfügbar war, zum Einsatz. In den USA pilotierte er den Surtees TS7, mit dem er sich auch ein Jahr später in Silverstone für das Rennen qualifizierte.
Ende 1974, nach drei Nichtqualifikationen in Folge, kehrte er der Formel 1 endgültig den Rücken. Obwohl Bell weiter Monoposto fuhr, vor allem Rennen in der Formel 5000 und der Formel Atlantic, galt das Hauptaugenmerk des Briten nun den Sport- und den Tourenwagen.

### Rennsportwagen
Parallel zur Formel 2 bestritt Bell schon ab den späten 1960er-Jahren Sportwagenrennen. 1970 gab er auf einem Ferrari 512S sein Debüt beim 24-Stunden-Rennen von Le Mans. Als er 1996 sein letztes Rennen an der Sarthe fuhr, war es sein 26ster Start. Über die Jahre entwickelte er sich zu einem der besten Sportwagenpiloten der Motorsportgeschichte. 1975 feierte er an der Seite von Jacky Ickx seinen ersten Erfolg in Le Mans. Im selben Jahr hatte er mit drei Erfolgen im Alfa Romeo Tipo 33 maßgeblichen Anteil am Gewinn der Markenweltmeisterschaft für die italienische Marke. Als er 1981 Werksfahrer bei Porsche wurde, folgten Siege in Serie. Für Porsche holte er vier weitere Erfolge in Le Mans und galt neben Ickx als Spezialist im Porsche 962. Zweimal, 1985 und 1986, gewann er den Fahrertitel der Sportwagenweltmeisterschaft. Bell wurde noch 2001 vom Bentley-Team für das Rennen in Le Mans angeheuert.
Bell kommentiert Formel-1-Rennen und berät Porsche. Sein Sohn Justin Bell ist ebenfalls Rennfahrer; mit ihm fuhr er 1992 und 1995 das 24-Stunden-Rennen von Le Mans.

## Statistik

### Le-Mans-Ergebnisse
| Jahr | Team                       | Fahrzeug            | Teamkollege           | Teamkollege    | Platzierung | Ausfallgrund    |
| ---- | -------------------------- | ------------------- | --------------------- | -------------- | ----------- | --------------- |
| 1970 | SpA Ferrari SEFAC          | Ferrari 512S        | Ronnie Peterson       |                | Ausfall     | Motorschaden    |
| 1971 | John Wyer Automotive       | Porsche 917LH       | Jo Siffert            |                | Ausfall     | Kurbelwelle     |
| 1972 | Ecurie Francorchamps       | Ferrari 365 GTB/4   | Teddy Pilette         | Richard Bond   | Rang 8      |                 |
| 1973 | Gulf Research Racing       | Mirage M6           | Howden Ganley         |                | Ausfall     | Ölpumpe         |
| 1974 | Gulf Research Racing       | Gulf GR7            | Mike Hailwood         |                | Rang 4      |                 |
| 1975 | Gulf Research Racing       | Gulf GR8            | Jacky Ickx            |                | Gesamtsieg  |                 |
| 1976 | Grand Touring Cars Inc.    | Mirage GR8          | Vern Schuppan         |                | Rang 5      |                 |
| 1977 | Team Renault Sport         | Alpine A442         | Jean-Pierre Jabouille |                | Ausfall     | Motorschaden    |
| 1978 | Team Renault Sport         | Alpine A442         | Jean-Pierre Jarier    |                | Ausfall     | Differential    |
| 1979 | Grand Touring Cars Inc.    | Ford M10            | Vern Schuppan         | David Hobbs    | Ausfall     | Getriebeschaden |
| 1980 | Porsche System Engineering | Porsche 924 Carrera | Al Holbert            |                | Rang 13     |                 |
| 1981 | Porsche System Engineering | Porsche 936         | Jacky Ickx            |                | Gesamtsieg  |                 |
| 1982 | Rothmans Porsche AG        | Porsche 956         | Jacky Ickx            |                | Gesamtsieg  |                 |
| 1983 | Rothmans Porsche AG        | Porsche 956         | Jacky Ickx            |                | Rang 2      |                 |
| 1985 | Rothmans Porsche AG        | Porsche 962C        | Hans-Joachim Stuck    |                | Rang 3      |                 |
| 1986 | Rothmans Porsche AG        | Porsche 962C        | Hans-Joachim Stuck    | Al Holbert     | Gesamtsieg  |                 |
| 1987 | Rothmans Porsche AG        | Porsche 962C        | Hans-Joachim Stuck    | Al Holbert     | Gesamtsieg  |                 |
| 1988 | Porsche AG                 | Porsche 962C        | Hans-Joachim Stuck    | Klaus Ludwig   | Rang 2      |                 |
| 1989 | Richard Lloyd Racing       | Porsche 962C GTI    | James Weaver          | Tiff Needell   | Ausfall     | Feuer           |
| 1990 | Joest Racing               | Porsche 962C        | Hans-Joachim Stuck    | Frank Jelinski | Rang 4      |                 |
| 1991 | Joest Racing               | Porsche 962C        | Hans-Joachim Stuck    | Frank Jelinski | Rang 7      |                 |
| 1992 | ADA Engineering            | Porsche 962C GTI    | Justin Bell           | Tiff Needell   | Rang 12     |                 |
| 1993 | Courage Compétition        | Courage C30         | Lionel Robert         | Pascal Fabre   | Rang 10     |                 |
| 1994 | Gulf Oil Racing            | Kremer K8 Spyder    | Robin Donovan         | Jürgen Lässig  | Rang 6      |                 |
| 1995 | Harrods Mach One Racing    | McLaren F1 GTR      | Justin Bell           | Andy Wallace   | Rang 3      |                 |
| 1996 | Harrods Mach One Racing    | McLaren F1 GTR      | Olivier Grouillard    | Andy Wallace   | Rang 6      |                 |

### Sebring-Ergebnisse
| Jahr | Team                              | Fahrzeug             | Teamkollege       | Teamkollege      | Teamkollege    | Platzierung            | Ausfallgrund |
| ---- | --------------------------------- | -------------------- | ----------------- | ---------------- | -------------- | ---------------------- | ------------ |
| 1971 | J. W. Automotive Engineering Ltd. | Porsche 917K         | Jo Siffert        |                  |                | Rang 5                 |              |
| 1972 | Gulf Research Racing Company      | Mirage M6            | Gijs van Lennep   |                  |                | Ausfall                | Differential |
| 1980 | Red Lobster Racing                | BMW M1               | Dave Cowart       | Kenper Miller    |                | Rang 25                |              |
| 1981 | Bob Akin Motor Racing             | Porsche 935K3        | Bob Akin          | Craig Siebert    |                | Ausfall                | Motorschaden |
| 1982 | Bob Akin Motor Racing             | Porsche 935K3/80     | Bob Akin          | Craig Siebert    |                | Rang 12                |              |
| 1983 | Henn’s Swap Shop Racing           | Porsche 935L         | Michael Andretti  | John Paul junior |                | Ausfall                | Motorschaden |
| 1984 | Henn’s Swap Shop Racing           | Porsche 935L         | A. J. Foyt        | Bob Wollek       |                | Rang 3                 |              |
| 1985 | Holbert Racing                    | Porsche 962          | Al Holbert        | Al Unser junior  |                | Rang 2                 |              |
| 1986 | Holbert Racing                    | Porsche 962          | Al Holbert        | Al Unser junior  |                | Rang 3                 |              |
| 1989 | Momo Gebhardt Racing              | Porsche 962          | Giampiero Moretti | Michael Roe      | Massimo Sigala | Rang 4                 |              |
| 1993 | Momo                              | Nissan NPT-90        | Giampiero Moretti | John Paul junior |                | Rang 2                 |              |
| 1994 | Auto Toy Store                    | Spice SE89           | James Weaver      | Andy Wallace     |                | Rang 2 und Klassensieg |              |
| 1995 | Auto Toy Store                    | Spice SE90           | Jan Lammers       | Andy Wallace     |                | Rang 2                 |              |
| 1996 | Champion Porsche                  | Porsche 911 Turbo    | John Fergus       |                  |                | Rang 9                 |              |
| 1998 | Matthews-Colucci Racing           | Riley & Scott Mk III | David Murry       | Jim Matthews     | Hurley Haywood | Ausfall                | Motorschaden |

### Einzelergebnisse in der Sportwagen-Weltmeisterschaft
| Saison | Team                                                                             | Rennwagen                                                             | 1   | 2   | 3   | 4   | 5   | 6   | 7   | 8   | 9   | 10  | 11  | 12  | 13  | 14  | 15  | 16  | 17  |
| ------ | -------------------------------------------------------------------------------- | --------------------------------------------------------------------- | --- | --- | --- | --- | --- | --- | --- | --- | --- | --- | --- | --- | --- | --- | --- | --- | --- |
| 1970   | Ecurie Francorchamps Ferrari                                                     | Ferrari 512S                                                          | DAY | SEB | BRH | MON | TAR | SPA | NÜR | LEM | WAT | ZEL |     |     |     |     |     |     |     |
| 1970   | Ecurie Francorchamps Ferrari                                                     | Ferrari 512S                                                          |     |     |     |     |     | 8   |     | DNF |     |     |     |     |     |     |     |     |     |
| 1971   | J. W. Automotive                                                                 | Porsche 917                                                           | BUA | DAY | SEB | BRH | MON | SPA | TAR | NÜR | LEM | ZEL | WAT |     |     |     |     |     |     |
| 1971   | J. W. Automotive                                                                 | Porsche 917                                                           | 1   | DNF | 5   | 3   | 2   | 2   |     | DNF | DNF | DNF | 3   |     |     |     |     |     |     |
| 1972   | Gulf Racing Ecurie Francorchamps                                                 | Mirage M6 Ferrari 365 GTB/4                                           | BUA | DAY | SEB | BRH | MON | SPA | TAR | NÜR | LEM | ZEL | WAT |     |     |     |     |     |     |
| 1972   | Gulf Racing Ecurie Francorchamps                                                 | Mirage M6 Ferrari 365 GTB/4                                           |     |     | DNF | DNF |     | 4   |     |     | 8   | DNF | 3   |     |     |     |     |     |     |
| 1973   | Gulf Racing                                                                      | Mirage M6                                                             | DAY | VAL | DIJ | MON | SPA | TAR | NÜR | LEM | ZEL | WAT |     |     |     |     |     |     |     |
| 1973   | Gulf Racing                                                                      | Mirage M6                                                             | DNF | DNF | DNF | DNF | 1   |     |     | DNF | 5   | 4   |     |     |     |     |     |     |     |
| 1974   | Gulf Racing Abarth-Osella                                                        | Gulf GR7 Abarth-Osella PA2                                            | MON | SPA | NÜR | IMO | LEM | ZEL | WAT | LEC | BRH | KYA |     |     |     |     |     |     |     |
| 1974   | Gulf Racing Abarth-Osella                                                        | Gulf GR7 Abarth-Osella PA2                                            | 4   | 2   | DNF | DNF | 4   | 4   |     | 3   | 3   | 3   |     |     |     |     |     |     |     |
| 1975   | Kauhsen Racing                                                                   | Alfa Romeo T33                                                        | DAY | MUG | DIJ | MON | SPA | PER | NÜR | ZEL | WAT |     |     |     |     |     |     |     |     |
| 1975   | Kauhsen Racing                                                                   | Alfa Romeo T33                                                        |     | 2   | 4   | 18  | 1   | 2   | DNF | 1   | 1   |     |     |     |     |     |     |     |     |
| 1976   | Max Moritz Team Kremer Racing                                                    | Porsche 934 Porsche 935                                               | MUG | VAL | NÜR | MON | SIL | IMO | NÜR | ZEL | PER | WAT | MOS | DIJ | DIJ | SAL |     |     |     |
| 1976   | Max Moritz Team Kremer Racing                                                    | Porsche 934 Porsche 935                                               |     |     |     |     |     |     | 3   | 4   |     |     |     |     |     |     |     |     |     |
| 1977   | Gelo Racing                                                                      | Porsche 935                                                           | DAY | MUG | DIJ | MON | SIL | NÜR | VAL | PER | WAT | EST | LEC | MOS | IMO | SAL | BRH | HOK | VAL |
| 1977   | Gelo Racing                                                                      | Porsche 935                                                           |     | DNF |     |     |     |     |     |     |     |     |     |     |     |     |     |     |     |
| 1978   | Faltz Gelo Racing Alpine                                                         | BMW 320i Porsche 935 Alpine A442                                      | DAY | SEB | MUG | TAL | DIJ | SIL | NÜR | LEM | MIS | DAY | WAT | VAL | ROD |     |     |     |     |
| 1978   | Faltz Gelo Racing Alpine                                                         | BMW 320i Porsche 935 Alpine A442                                      |     |     | 3   |     |     | DNF |     | DNF |     |     |     |     |     |     |     |     |     |
| 1979   | Vasek Polak Robin Hamilton Joest Racing Gran Touring McLaren                     | Porsche 935 Aston Martin AM Ford M10 BMW 320i                         | DAY | SEB | MUG | TAL | DIJ | RIV | SIL | NÜR | LEM | PER | DAY | WAT | SPA | BRH | ROA | VAL | ELS |
| 1979   | Vasek Polak Robin Hamilton Joest Racing Gran Touring McLaren                     | Porsche 935 Aston Martin AM Ford M10 BMW 320i                         |     |     |     |     |     | 3   | 12  | 5   | DNF |     |     |     |     |     | 1   |     |     |
| 1980   | Red Lobster Racing Ault & Wiborg Claude Haldi Porsche Mazda Team Siegfried Brunn | BMW M1 Aston Martin AM Porsche 935 Porsche 924 Mazda RX-7 Porsche 908 | DAY | BRH | SEB | MUG | MON | RIV | SIL | NÜR | LEM | DAY | WAT | SPA | MOS | ROA | VAL | DIJ |     |
| 1980   | Red Lobster Racing Ault & Wiborg Claude Haldi Porsche Mazda Team Siegfried Brunn | BMW M1 Aston Martin AM Porsche 935 Porsche 924 Mazda RX-7 Porsche 908 |     |     | 25  |     |     |     | DNF | DNF | 13  |     |     | 22  |     |     | 2   | DNF |     |
| 1981   | Akin Racing Emka Porsche Welter Racing Electrodyne De Narvaez                    | Porsche 935 BMW M1 Porsche 936 BMW 530i Porsche 934                   | DAY | SEB | MUG | MON | RIV | SIL | NÜR | LEM | PER | DAY | WAT | SPA | MOS | ROA | BRH |     |     |
| 1981   | Akin Racing Emka Porsche Welter Racing Electrodyne De Narvaez                    | Porsche 935 BMW M1 Porsche 936 BMW 530i Porsche 934                   | 2   | DNF |     | DNF |     | 2   | 33  | 1   |     |     | DNF | 7   | DNF | 24  | 3   |     |     |
| 1982   | Porsche                                                                          | Porsche 956                                                           | MON | SIL | NÜR | LEM | SPA | MUG | FUJ | BRH |     |     |     |     |     |     |     |     |     |
| 1982   | Porsche                                                                          | Porsche 956                                                           |     | 2   |     | 1   | 2   |     | DNF | 1   |     |     |     |     |     |     |     |     |     |
| 1983   | Porsche                                                                          | Porsche 956                                                           | MON | SIL | NÜR | LEM | SPA | FUJ | KYA |     |     |     |     |     |     |     |     |     |     |
| 1983   | Porsche                                                                          | Porsche 956                                                           | 7   | 1   | DNF | 2   | 2   | 1   | 1   |     |     |     |     |     |     |     |     |     |     |
| 1984   | Porsche                                                                          | Porsche 956                                                           | MON | SIL | LEM | NÜR | BRH | MOS | SPA | IMO | FUJ | KYA | SAN |     |     |     |     |     |     |
| 1984   | Porsche                                                                          | Porsche 956                                                           | 1   | 10  |     | 1   |     | 4   | 1   |     |     |     | 1   |     |     |     |     |     |     |
| 1985   | Porsche                                                                          | Porsche 962 Porsche 956                                               | MUG | MON | SIL | LEM | HOK | MOS | SPA | BRH | FUJ | SEL |     |     |     |     |     |     |     |
| 1985   | Porsche                                                                          | Porsche 962 Porsche 956                                               | DNF | 2   | 2   | 3   | 1   | 1   | 2   | 1   | DNF | DNF |     |     |     |     |     |     |     |
| 1986   | Porsche Fitzpatrick Racing Joest Racing                                          | Porsche 962 Porsche 956                                               | MON | SIL | LEM | NÜN | BRH | JER | NÜR | SPA | FUJ |     |     |     |     |     |     |     |     |
| 1986   | Porsche Fitzpatrick Racing Joest Racing                                          | Porsche 962 Porsche 956                                               | 1   | 2   | 1   | 11  | 2   |     | DNF | 3   | 25  |     |     |     |     |     |     |     |     |
| 1987   | Porsche Joest Racing Team Schuppan                                               | Porsche 962                                                           | JAR | JER | MON | SIL | LEM | NÜN | BRH | NÜR | SPA | FUJ |     |     |     |     |     |     |     |
| 1987   | Porsche Joest Racing Team Schuppan                                               | Porsche 962                                                           | 2   | 3   | 2   | 3   | 1   | DNF | 4   | 2   | 5   | 6   |     |     |     |     |     |     |     |
| 1988   | Lloyd Racing Porsche Takefuji Racing                                             | Porsche 962                                                           | JER | JAR | MON | SIL | LEM | BRÜ | BRH | NÜR | SPA | FUJ | SAN |     |     |     |     |     |     |
| 1988   | Lloyd Racing Porsche Takefuji Racing                                             | Porsche 962                                                           | 4   |     |     | DNF | 2   |     |     |     | DNF | 17  |     |     |     |     |     |     |     |
| 1989   | Lloyd Racing                                                                     | Porsche 962                                                           | SUZ | DIJ | JAR | BRH | NÜR | DON | SPA | MEX |     |     |     |     |     |     |     |     |     |
| 1989   | Lloyd Racing                                                                     | Porsche 962                                                           | 19  | 5   |     | DNF | 15  | 11  |     | 4   |     |     |     |     |     |     |     |     |     |
| 1990   | Equipe Almeras Joest Racing                                                      | Porsche 962                                                           | SUZ | MON | SIL | SPA | DIJ | NÜR | DON | MOT | MEX |     |     |     |     |     |     |     |     |
| 1990   | Equipe Almeras Joest Racing                                                      | Porsche 962                                                           | 8   |     |     | DNF |     |     |     |     |     |     |     |     |     |     |     |     |     |
| 1991   | Joest Racing Team Salamin                                                        | Porsche 962                                                           | SUZ | MON | SIL | LEM | NÜR | MAG | MEX | AUT |     |     |     |     |     |     |     |     |     |
| 1991   | Joest Racing Team Salamin                                                        | Porsche 962                                                           |     |     |     | 7   |     |     | 5   |     |     |     |     |     |     |     |     |     |     |
| 1992   | ADA Engineering                                                                  | Porsche 962                                                           | MON | SIL | LEM | DON | SUZ | MAG |     |     |     |     |     |     |     |     |     |     |     |
| 1992   | ADA Engineering                                                                  | Porsche 962                                                           | 12  |     |     |     |     |     |     |     |     |     |     |     |     |     |     |     |     |